# Winkelried (Schiff, 1870)
Die Winkelried (französisch auch Le Winkelried) oder Winkelried II,  benannt nach Arnold Winkelried, war bei Ablieferung das grösste Dampfschiff der Schweiz und der erste Halbsalondampfer auf dem Genfersee. Als einziges Schiff mit zwei Schornsteinen auf dem Genfersee war die Winkelried am Ende des Ersten Weltkriegs das bekannteste und beliebteste Schiff der Genfer Dampfschiffe.

## Geschichte
In den 1870er-Jahren war die Personenschifffahrt auf dem Genfersee in den Händen von drei Gesellschaften, die zusammen eine Betreibergesellschaft bildeten. Es waren dies die Compagnie de l’Helvétie, der L’Aigle, société anonyme de bateau à vapeur und Société du bateau à vapeur le Léman. Die Betreibergesellschaft beschaffte die Winkelried als letztes Schiff vor der Fusion zur Compagnie générale de navigation sur le Lac Léman (CGN) im Jahr 1873.
Auf Initiative der L’Aigle, société anonyme de bateau à vapeur wurde die Winkelried über den Winter 1869/1870 von Escher Wyss in der Werft Morges gebaut. Der Stapellauf fand am 7. Juli 1870 statt, nur zwölf Tage vor dem Ausbruch des Deutsch-Französischer Krieges. Am Ende dieses Krieges transportierte die Winkelried 14 500 Soldaten der in der Schweiz internierten Bourbaki-Armee zurück nach Frankreich.
1897 wird das Schiff für 163 262 Franken umgebaut. Es werden vier neue Dampfkessel eingebaut, weiter wird das Oberdeck um 15 cm erhöht und über das Mittelschiff verlängert und vor den Radkästen auf dem Hauptdeck hinzugefügt. 1918 sollte das Schiff an die französische Marine verkauft werden. Der Handel kam nicht zustande, das Schiff wurde abgebrochen.

## Technik
Das 60 m lange Schiff war als Halbsalondampfer ausgeführt, das heisst, es besass ein Oberdeck im hinteren Bereich des Schiffes. Der Antrieb erfolgte über eine Zweizylinder-Dampfmaschine mit der für die damalige Zeit beachtlichen Leistung von 850 PS. Dadurch war das Schiff in der Lage 1100 Personen zu transportieren und erreichte dabei die Rekordgeschwindigkeit von 28,5 km/h.